# 黃雅慧 (香港)
黃雅慧（Kelly Wong，1993年12月17日—），藝名咖喱，香港女藝人，前為普通科醫生。

## 經歷
入行前曾任醫院內科部門醫生。後參與《全民造星IV》，40強止步，現任職普通科醫生及自由身藝員。

## 演出

### 電視節目（ViuTV）
- 2021年：《全民造星IV》參賽者
- 2022年：《囝囝女女730》第252集嘉賓
- 2023年：《我想身體健康》主持
- 2023年：《無制限探險隊》主持

### MV
- 林欣彤 - 修養動物
- 古巨基、呂爵安 - 飄流教室
- 鄺星宇 - 明年新人不是我
- Sinnie Ng - 失眠時我會呆望窗外等待你的來電
- Sinnie Ng - 臉紅時我想看穿你的心臟

## 外部連結
- 黃雅慧的Instagram帳戶
- 全民造星IV 2號黃雅慧 咖喱 簡介 （页面存档备份，存于）